# Agensi Angkasa Negara
Agensi Angkasa Negara (ANGKASA) var myndigheten för rymdfart i Malaysia. Den bildades år 2002 i syfte att bedriva landets rymdprogram. Myndigheten slogs år 2019 samman med Agensi Remote Sensing Malaysia (MRSA) till en ny myndighet vid namn Agensi Angkasa Malaysia (MYSA).